# 卷棘口吸虫
卷棘口吸虫（学名：Echinostoma revolutum）是一種棘口科棘口属的动物，可感染人類，令感染者患上棘口吸蟲病（echinostomiasis）的寄生蟲。

## 分佈
本物種是棘口科20個物種當中分佈最為廣泛的一個物種，分布于世界各地，营寄生生活。本物種原生地在亞洲，但已着旅客帶到美國及歐洲。在整個美洲大陸跟大洋洲也可以找到本物種的踪影。過往曾有從非洲的肯雅及坦桑尼亞返到美國的旅客爆發棘口吸蟲病，但病源不明。

## 外型簡述
本物種是一條好像拉長了的樹葉的蟲，平均身長約 8.8 mm （8.0–9.5 mm）及 1.7 mm 闊（1.2–2.1 mm）。當牠們剛從糞便裡排出人體時，呈粉紅色，卷曲成小楷拉丁字母「c」或「e」字的形狀。當蟲卵還在蟲身的子宮時，長度平均只有 105 μm （97–117 μm）及 63 μm 闊（61–65 μm）。

## 生命週期
這種蟲的感染通常都是因為吃了受蟲體感染而又未經徹底煮熟的淡水螺或蛙類，而這三種動物都是這種蟲的中間宿主。一般來說，這種蟲以淡水螺為第一中間宿主，蛙類及淡水螺為第二中間宿主，雞、鴨、鵝和鴿為最終宿主。牠們主要在北美洲發現。幼蟲的兩個無性階段都在螺類或其他軟體動物的體內渡過。
作為第一中間宿主的螺類被吸蟲的毛蚴穿透後，毛蚴會產生一個胞蚴。多個胞蚴產生後，會出現母雷蚴。母雷蚴透過無性繁殖產生子雷蚴，而這些子雷蚴也會加入生產行列。每隻雷蚴會繼續成長，發展成為尾蚴，然後伺機尋找第二中間宿主。第二中間宿主可以是另一隻螺，又或是蝌蚪，但都會讓寄生的尾蚴發育成長為囊蚴。
尾蚴通常通過化學趨向性發現其淡水螺宿主。這些淡水螺的黏液含有小型胜肽，會吸引尾蚴。
毛蚴是吸蟲的第一幼蟲階段，反而受大分子糖綴合物吸引。
本物種的中間宿主計有：
- Physa occidentalis[3][4][5]
- 静水椎实螺（Lymnaea stagnalis）[6]
- 在泰國生活的椎实螺属物種[3]
- 耳蘿蔔螺（Radix auricularia）[6][7]
- Corbicula producta[3]
- 在越南的Filopaludina屬物種，是本物種的第二中間宿主[8]。

例如，在柬埔寨西北部的菩薩省，孩子們喜歡在放學後回家的路上買一些在路邊販賣的的螺肉或蛤蜊來吃，而這些物種不明的螺肉或蛤蜊往往都未煮得熟透，使當中的寄生蟲仍然會感染這些孩子。
其他本物種的终末宿主還有：巴西鸭、针尾鸭、琵嘴鸭、绿翅鸭、罗纹鸭、花脸鸭、赤颈鸭、绿头鸭、家鸭、斑嘴鸭、紫膀鸭、澳洲鸭、白眉鸭、灰雁、歐洲家鵝等，寄生於牠們的直肠、盲肠和小肠。

## 對人類健康的影響

### 流行率
首宗卷棘口吸蟲感染人類的案例發生於1929年，在當時仍屬日治的台灣。從1929年1979年，台灣卷棘口吸虫的流行率變化從0.11％到0.65％不等。在1994年以前，中華人民共和國、印度尼西亞和泰國只有少量的人類感染病例（即只有少數風土病地域）。但自1994年以後，再沒有關於卷棘口吸蟲感染人類的報告，即使是在過往寄生蟲曾經流行的地區。2007年6月在柬埔寨普沙特省調查的4所學校中，透過對471名10-14歲學童的糞便樣本測試，發現卷棘口吸蟲的感染率變化從7.5％到22.4％不等。作者報告了在普沙特省的學齡兒童中棘口吸蟲病是一種地方性的吸蟲感染。

### 病徵
人類感染了這種病的病徵是羸痩，即體重驟減。儘管病患未必會致命，但當腸道內寄生蟲數量過高時，也會引致胃腸道穿孔，而這有可能會致命。

### 診斷
卷棘口吸虫的診斷可透過在顯微鏡下尋找藏在患者糞便中的蟲卵。

### 防治
预防主要是不食生的或未煮熟的鱼类、螺蛳、双贝类及青蛙等。吡喹酮及硝硫氰胺对其治疗有效。

### 治療
患者一般會獲處方Albendazole或吡喹酮來除蟲。

## 外部連結
- 維基物種上的相關：卷棘口吸虫
- .   [2013-02-13]. （原始内容存档于2016-03-05）.